# Браулов, Александр Юрьевич
Браулов Александр Юрьевич (17 марта 1987, Ленинград, СССР) — российский художник и предметный дизайнер.

## Биография
Родился в Ленинграде 17 марта 1987 года.
В 2009 году окончил Высшую школу менеджмента Санкт-Петербургского государственного университета по направлению маркетинг.
В 2014 году совместно с женой Анастасией Коптевой основал студию предметного дизайна 52 Factory. Александр и Анастасия регулярно участвуют со своими проектами на российских и международных выставках. В 2019 г. по заказу Нью-йоркского музея современного искусства разработали вечный календарь City Perpetual Calendar.
С 2015 года Александр занимается художественной деятельностью, отдавая предпочтение технике вышивания.
Совместно с женой воспитывает 2 дочерей.

## Творчество
Вышивкой увлекся ещё в детстве и с тех пор часто обращается к ней в своих художественных проектах.
В последние годы активно работает над несколькими сериями. «Архитектура авангарда», которая насчитывает более 300 работ. Она включает в себя нереализованные проекты, утраченные памятники архитектуры, а также уцелевшие до наших дней постройки. Таким образом автор проекта обращает внимание на уникальную архитектуру 1920—1930-х годов, которая так стремительно желала скинуть с себя оковы традиций и шагнуть в будущее. Также работает над серией «Документальная вышивка», в которой обращается к воспоминаниям из детства, сюжетам кинематографа, музыкантам настоящего и прошлого. Также работает над стрит-арт серией с вышивками, на которых изображены небольшие сюжеты с подбадривающими фразами.
Является автором обложек для альбомов и трэков музыкантов: СБПЧ, Перемотка, Александр Гагарин (Сансара).
Работы находятся в собраниях Государственного Русского музея, Всероссийского музея декоративного искусства, центре современного искусства «Винзавод», Галереи на Шаболовке, Музее архитектуры Алматы и частных коллекциях.
Живёт и работает в Санкт-Петербурге.

## Выставки
2024 — «НИИ Архив. Ремонтаж» (Винзавод, Москва); ;
2024 — «Жить. Строить. Шить» (ЗИМ Галерея, Самара) - персональная ;
2024 — «Выкарабкаемся» (DiDi Gallery, Санкт-Петербург) - персональная ;
2024 — «Весть» (Русский музей, Санкт-Петербург) ;
2024 — «Маяковский. Трибьют» (Центральная городская публичная библиотека имени В. В. Маяковского, Санкт-Петербург) ;
2024 — «Природа предмета. Современный дизайн и традиции» (Новая Третьяковка, Москва) ;
2024 — «Нити» (Фонд Ruarts, Москва) ;
2024 — «люби и обниМАЙ» (Masters Bookstore, Санкт-Петербург) - персональная ;
2024 — «Стежки и строчки» (Дом Гоголя, Москва) ;
2024 — «Архитектура авангарда» (Национальная библиотека Республики Татарстан, Казань) - персональная ;
2023 — «Past Present Future» (Art&Brut, Москва) ;
2023 — «Путешествие к дому» (DiDi Gallery, Санкт-Петербург) ;
2023 — «Ткань повествования» (Ural Vision Gallery, Екатеринбург);
2023 — IV Биеннале уличного искусства «Артмоссфера» (Винзавод, Москва) ;
2023 — «Художник и текст» (Государственный музейно-выставочный центр «РОСИЗО», Москва) ;
2022 — «Вышивая авангард» (Центральный почтамт, Иваново) - персональная;
2022 — «История российского дизайна» (Новая Третьяковка, Москва);
2022 — «Маме не говори» (Name Gallery, Санкт-Петербург);
2022 — «Архитектура уходящего» (DiDi Gallery, Санкт-Петербург) - персональная;
2021 — «Вещь! Предметный разговор» (Всероссийский музей декоративного искусства, Москва);
2021 — «Конструктивизм без канвы» (Музей архитектуры, Алматы, Казахстан) - персональная;
2021 — международный фестиваль «Арт Проспект» (ДК Газа, Санкт-Петербург) ;
2021 — ‘Rossana Orlandi GUILTLESSPLASTIC’ (Национальный музей науки и техники Леонардо да Винчи, Милан, Италия);
2021 — «Когда я вырасту…(?)» (DiDi Gallery, Санкт-Петербург);
2021 — «Авангард красной нитью» (Мост, Санкт-Петербург) - персональная;
2021 — «Культура быта. Recycle» (Линии, Санкт-Петербург);
2021 — «Поколение тридцатилетних в современном русском искусстве» (Мраморный дворец, Санкт-Петербург) ;
2020 — «Вышивая авангард» (галерея на Шаболовке, Москва) - персональная;
2020 — «Придумано и сделано в России» (Всероссийский музей декоративного искусства, Москва);
2019 — ‘BATIMAT RUSSIA’ (Крокус Экспо, Москва);
2018 — «Первая фабрика авангарда» (Иваново);
2018 — «Культура быта. Север» (библиотека Аалто, Выборг);
2018 — «Придумано и сделано в России» (Всероссийский музей декоративного искусства, Москва);
2017 — ‘Salone del Mobile’ (FieraMulano, Милан, Италия);
2017 — «АРХ Москва NEXT!» (Центральный дом художника, Москва);
2017 — «Материализация» (Заря, Владивосток);
2016 — «150 вышитых лиц» (Тайга, Санкт-Петербург) - персональная;
2016 — ‘SaloneSatellite WorldWide Moscow’ (Крокус Экспо, Москва).

## Награды
SaloneSatellite WorldWide Moscow , Design&Design International Awards, Design Debut; Архиwood, гран-при конкурса  «Придумано и сделано в России» , RUSSIAN PROJECT Award, Rossana Orlandi Guiltless Plastic (finalist), 100 лучших дизайнеров и архитекторов России по версии AD Russia.